# Gare de Shimo-Takaido
La gare de Shimo-Takaido (下高井戸駅, Shimo-Takaido-eki) est une gare ferroviaire de l'arrondissement de Setagaya, à Tokyo au Japon. La gare est gérée par les compagnies Keiō et Tōkyū.

## Situation ferroviaire
La gare de Shimo-Takaido est située au point kilométrique (PK) 6,1 de la ligne Keiō. Elle marque la fin de la ligne Tōkyū Setagaya.

## Histoire
La gare a été inaugurée le 15 avril 1913.

## Services aux voyageurs

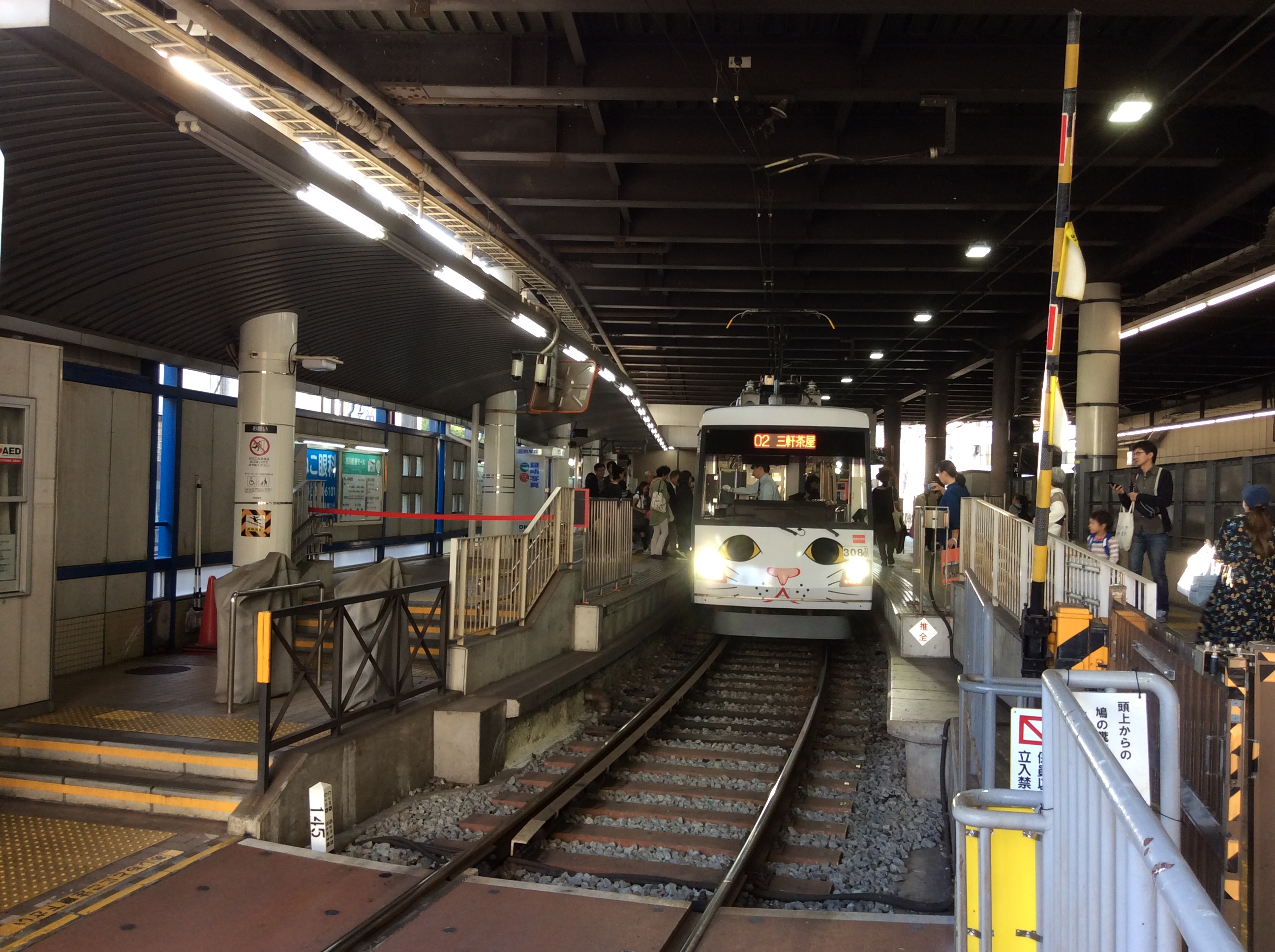
Terminus de la ligne Setagaya.

### Accès et accueil
La gare dispose d'un bâtiment voyageurs, avec guichet, ouvert tous les jours.

### Desserte
- Ligne Keiō :
  - voie 1 : direction Chōfu, Keiō-Hachiōji, Hashimoto et Takaosanguchi
  - voie 2 : direction Sasazuka, Shinjuku et Motoyawata (par la ligne Shinjuku)
- Ligne Setagaya :
  - direction Sangen-Jaya